# Laguna (meglica)
Laguna (znana tude kot Messier 8 in NGC 6532) je orjaško področje H II v ozvezdju Strelec. Laguno je odkril Giovanni Hodierna pred letom 1654 in je ena od samo dveh meglic, v katerih poteka rojevanje zvezd in so šibko vidne s prostim očesom s srednjih severnih širin. Z daljnogledom je vidna kot razločen oval z očitnim jedrom. Šibka kopica se prav tako pojavi pred njo.

## Značilnosti
Oddaljenost meglice Lagune je ocenjena na 4000 do 6000 svetlobnih let. Na Zemlji je njena velikost 90′ × 40′  namesto resničnih 110 × 50 svetlobnih let. Kakor mnogo meglic, ima na fotografijah z dolgo osvetlitvijo rožnato barvo, vendar je v daljnogledu ali teleskopu siva. Meglica vsebuje Bokove krogle. Vsebuje tudi tornadu podobno strukturo, ki jo povzroča vroča zvezda tipa O, ki seva ultravijolično svetlobo in ionizira ter segrena plin e na površju meglice. V svojem središču vsebuje strukturo, imenovano Hourglass Nebula (tako jo je poimenoval John Herschel). V angleščini ima enako ime kot meglica Peščena ura v ozvezdju Muha. Leta 2006 so odkrili štiri objekte Herbig-Haro.

## Galerija
- Meglica Laguna v infrardeči svetlobi.
- Središčni del meglice Lagune, prikazuje  Hourglass Nebulo na desni.
- Meglica Laguna 
 Vir: ESA/S.Guisard.
- Tri slike iz ESA-imnega  GigaGalaxy Zoom projekta.